# Náměstí Bratří Synků
Náměstí Bratří Synků (lidově Synkáč) je veřejné prostranství, které se nachází v Praze v centrální části Nuslí v městské části Praha 4. Náměstí je mírně svažité ve směru od jihu k severu (svah Nuselského údolí) a má obdélníkový tvar blízký čtverci s parkovou úpravou. Nadmořská výška náměstí je 200 m n. m.

## Název
Náměstí se zprvu jmenovalo Riegrovo (což dodnes dokládá busta Františka Ladislava Riegra na jednom ze zdejších rohových domů s kupolí a věžičkou – lékárně dr. Maxe, Nusle čp. 363) a vzniklo v roce 1903 na místě bývalého hospodářského dvora Nuselského zámku ze 17. století. Ten byl lokalizován v jižní části náměstí za zdí a barokní bránou s erbem a barokní trojpodlažní zámeckou budovou, s přední a boční fasádou členěnou lizénami a výrazným zadním rizalitem, přetínající příčně dnešní Sezimovu ulici. Protější zámeckou zahradu navštívila v roce 1754 i císařovna Marie Terezie. Další k zámku patřící stavby byly rozmístěny na obvodu náměstí (na parcelách dnes stojících budov Nusle čp.1 poblíž ulice Na Zámecké, čp.5 na severu náměstí a čp.2 na východě, včetně restaurace "Zámecká zahrada"; dnes zaniklá čp.3 v Nuselské ulici a čp.4 na jihu náměstí představovaly budovy trojkřídlého Nuselského hospodářského dvora s další barokní branou v jižním traktu). Za Protektorátu, kdy připomínka českého demokratického politika Riegera nebyla žádoucí, bylo náměstí přejmenováno na Metodějovo, po válce se nakrátko vrátilo k původnímu názvu Riegrovo, ale již v roce 1948 bylo znovu přejmenováno po komunistických politicích a novinářích, bratrech Ottovi a Viktoru Synkových, které za nacistické okupace popravilo v roce 1941 Gestapo.
Po listopadu 1989 byla uspořádána anketa na nový název náměstí; vítězný návrh však nemohl být realizován, neboť se jednalo o žijící osobnost (Václav Havel).

## Historie

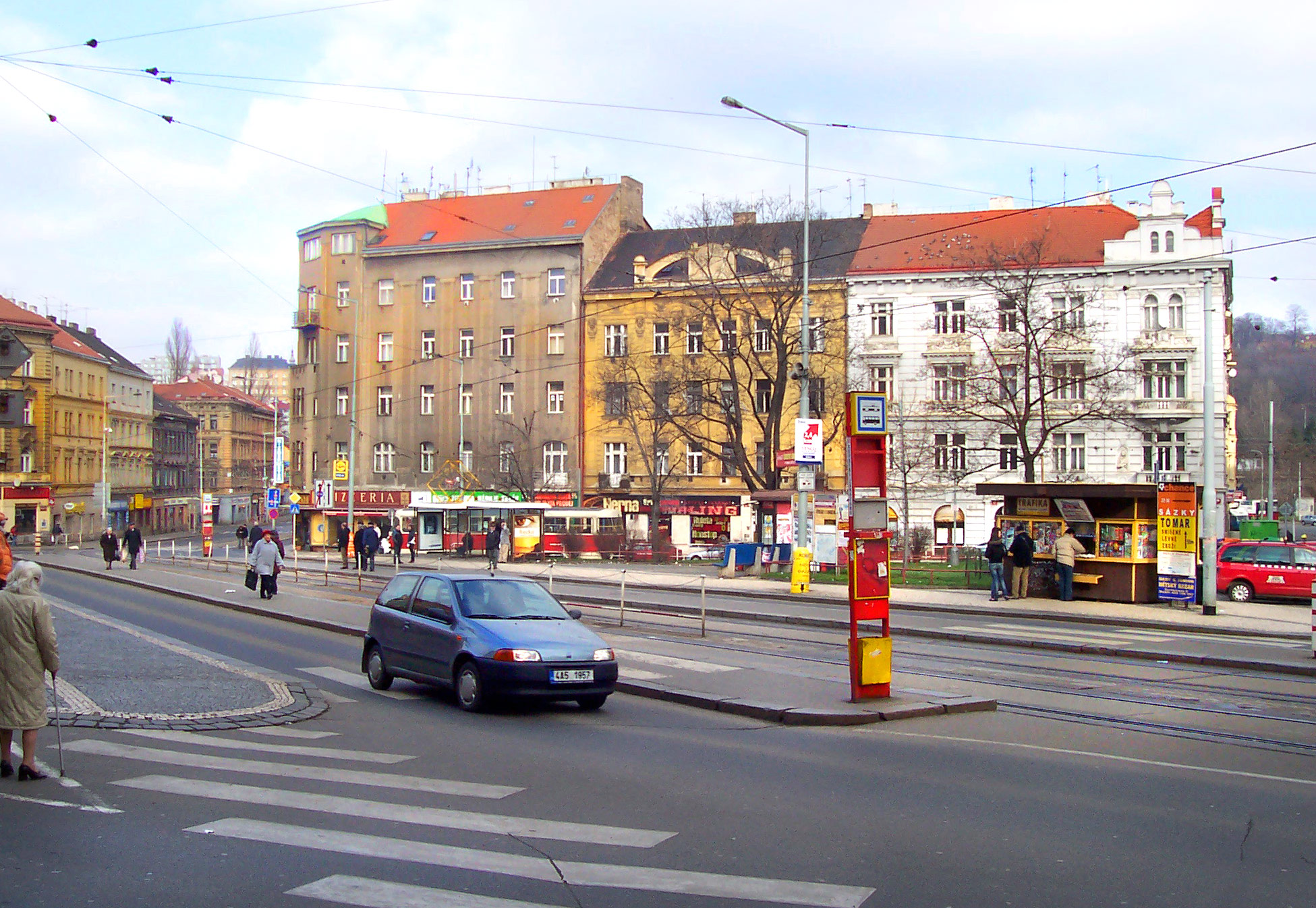
Pohled z Nuselské ulice severozápadním směrem

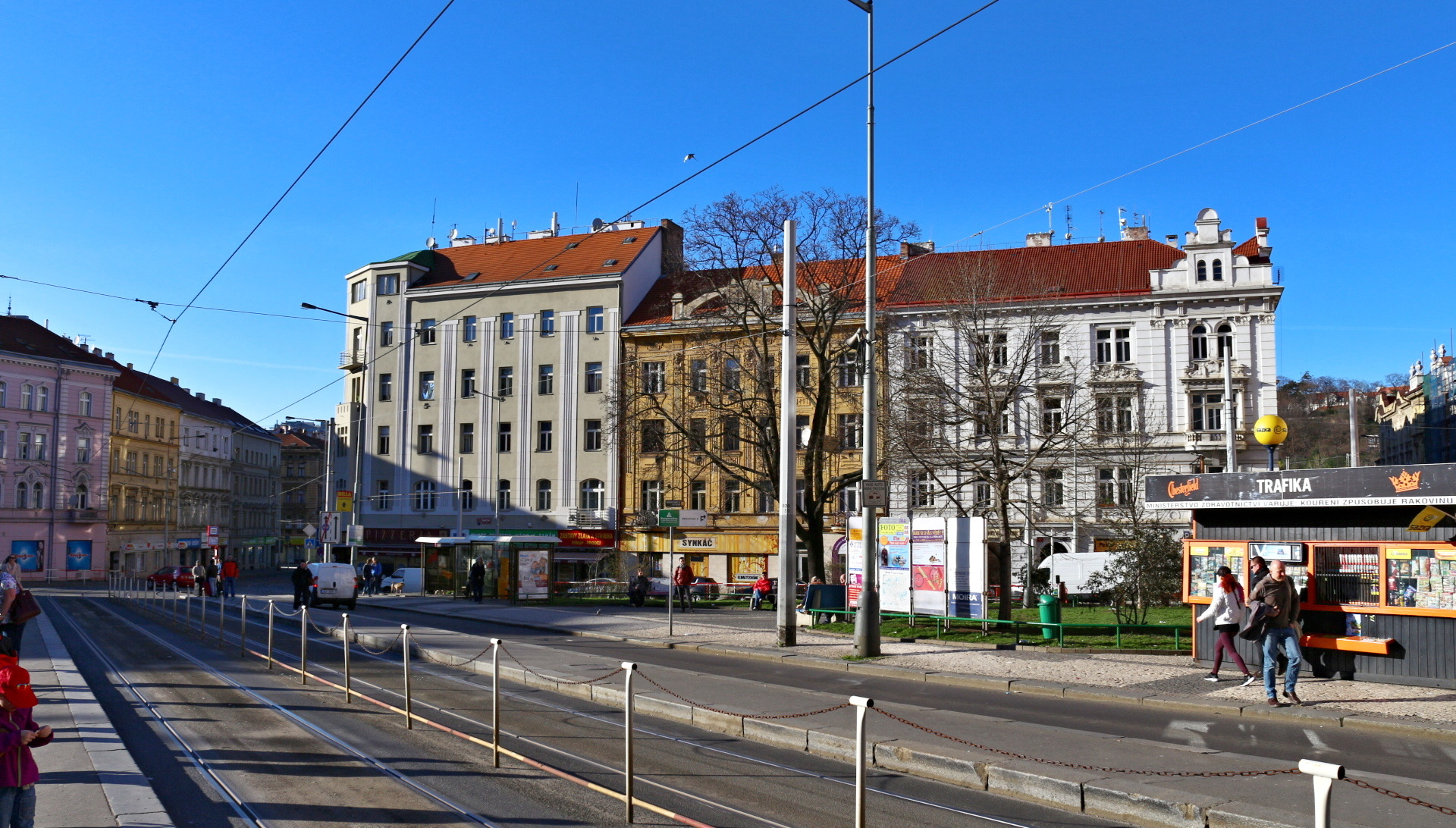
Týž pohled o deset let později

Dříve jezdily náměstím úhlopříčně pouze tramvaje a okolo byl park a tržiště, automobily až do roku 1960, kdy bylo tržiště zrušeno, objížděly téměř čtvercové náměstí po jeho obvodu (náměstí objížděly jednosměrkami). Teprve v roce 1960 tam byly z křižovatky Otakarova–Bělehradská přemístěny tramvajové zastávky ve směru od Nuselských schodů. Lípa republiky z roku 1918 za novinovým stánkem byla nově vysazena v říjnu 1945, když původní byla v roce 1940 podříznuta na rozkaz německých okupantů. Nově vysazená lípa zde stojí doposud, avšak při rekonstrukci ulice úhlopříčně protínající náměstí v roce 1960 nenávratně zmizely oba pamětní kameny u lípy zasazené do země, též připomínající návštěvu prezidenta Masaryka v Nuslích, ještě před jejich připojením k Praze. Uprostřed nuselského náměstí bývala až do roku 1960 tržnice, se stálými osmibokými stánky a zařízením pro "Vánoční strom" (v tzv. "kole" parčíku s topoly). V parčíku byl zřízen poesiomat. Na přechodech pro chodce v Sezimově ulici a u vyústění ulice Boleslavovy do náměstí, jsou patrné praskliny, způsobené pásy tanků okupační sovětské armády 21. srpna 1968, jejichž bílé desky byly tehdy zcela nové (po roce 2000 byla původní dlažba v těchto místech nahrazena asfaltovým povrchem a keramické dlaždice přechodu nahrazeny vodorovným značením barvou; přesto jsou trhliny patrné). V tyto dny došlo i k přerušení tramvajové i autobusové městské hromadné dopravy jak Nuselským údolím, tak i k Nuselským schodům.

## Budovy
Nejvýznamnějším stavebním objektem je zde novorenesanční budova Nuselského národního domu (Nuselská č. 1, Nusle čp. 2) ze druhé poloviny 19. století, s bustou Havlíčkovou nad znakem Českého království, sochami Přemysla, Libuše a Sv. Václava v průčelí (nyní sídlo České spořitelny) a dále pětipatrový secesní dům U Rousků s železářským obchodem a malbami podle návrhu Mikoláše Alše (Nusle čp. 472, má šest obrazů kolem dvoupatrového arkýře na vnější fasádě a sluneční hodiny s freskami jsou ve dvoře domu obrácené směrem na jih k Nuselské radnici).
Zajímavá je rovněž pseudobarokní replika (Nusle čp. 1) průčelní budovy zbořeného Nuselského zámku s obrazem Panny Marie z roku 1901 (nad dvoupatrovým arkýřem s obrazem lze spatřit ve štítu třetího patra chronogram A.M.A.D.1904), stojící na východní straně náměstí nedaleko ústí ulice Na Zámecké. Tato ulice připomínající již názvem, že tady stál od 17. století barokní zámek (postaven Sezimou z Vrtby kolem roku 1640), obsahuje téměř výhradně secesní domy čtyř až šestipodlažní, zbudované na přelomu 19. a 20. století v zahradách již zbořeného Nuselského zámku. Sousední pětipodlažní dům s pseudorenesanční fasádou (Náměstí č.4, Nusle čp. 349) a prvky neogotiky, datovaný pod nikou třetího poschodí l.p. 1902, tvoří pravý vstup  do ulice s tramvajovou zastávkou linky číslo 19, ve směru k nádraží. Tři domy v ulici mají pěkné dvoupatrové arkýře. Z nich architektonicky vyniká dlouho neopravený čtyřpodlažní dům Na Zámecké č. 4 (Nusle č.p. 408), se dvěma obojživelníky ve štukovém domovním znamení. Tento dům je v průčelí datován l.p. 1905. V březnu 2017 započala rekonstrukce fasád tohoto bloku domů. Protější pětipodlažní dům č.7 (Nusle čp. 574) pocházející ze stejného období, ač je fasáda také secesně provedena, nese již výrazné znaky kubistického tvarosloví.
Většina domů na náměstí je rovněž jednoduše secesních z nichž nejnovější rohový šestipodlažní, datovaný ve štítě rokem 1919, rovněž s vícepatrovými arkýři, stojí na nároží se Sezimovou ulicí, vedoucí z náměstí vzhůru k Nuselské radnici. Byl postaven jako poslední ve frontě secesních domů jižně od hlavní barokní budovy Nuselského zámku uvnitř zámeckého hospodářského dvora a svým nárožím vytvořil počátek východní části tehdy nové ulice (namísto cesty procházející od severu k jihu Nuselským dvorem, od jižní brány k bráně severní). Na jeho 30 m širokém prvním balkoně zaujme kvalitní znak Země české s bílým lvem v červeném poli. Dům, v němž působí železářství U Rousků, má ve dvoře polychromované sluneční hodiny z roku 1905. Čas tam hlídá freska s motivem sovy, doplněná zlatými písmeny K + M + B, "ochraňujícími" budovu (Kristus Mansionem Benedicat). Sousedící pětipodlažní secesní nárožní budova s velkým rohovým arkýřem do Nuselské ulice má v přízemí rozsáhlé květinářství a malou pizzerii (Nusle čp. 3). Průchodem tohoto domů možno projít do dvora někdejšího statku Nuselského zámku (stál do roku 1903 jako Nusle čp.4), z nějž jsou sluneční hodiny dobře viditelné v úrovni prvního patra.
Ve dvacátých letech 20. století byl na nároží s Bělehradskou ulicí postaven šestipodlažní dům na místě historického nuselského hostince Na Kovárně (Nusle čp. 5), v němž za První republiky bývala v přízemí Bydžovského drogerie. Po roce 2000 tam byla zřízena nuselská Pizzerie. Dům obsahuje dvoupatrový rohový arkýř.
V přízemí secesních domů sousedících s Lékárnou dr. Maxe (Nusle čp. 363) vznikly směrem do Čestmírovy ulice, vedoucí k nádraží, v roce 2022 nové obchody (Nuselské knihkupectví, občerstvení "Pizza Nussle" a j.).
V roce 2023 vznikla ve vnitrobloku blízké Mečislavovy ulice komunitní zahrada nejen k odpočinkovému posezení, ale i pěstování, navazující na tradici 19. a počátku 20. století, kdy se tam v zahradách a dvorech dnes již zaniklého Nuselského zámku pěstovala zelenina.

## Doprava
Náměstím úhlopříčně prochází tramvajová trať z Nuselské třídy směrem od Michle a Pankráce z jihovýchodního rohu dolů do severozápadního rohu směrem k nedaleké nuselské křižovatce Otakarova. Zde se pak střetávají a kříží hned čtyři tramvajové tratě propojující Nusle s Novým Městem, Vinohrady, Vršovicemi, Michlí i Spořilovem. Po severní a východní straně náměstí je vedena tramvajová kolej, která zde slouží jako nouzové tramvajové obratiště pro všechny čtyři tratě a je též využívána nočními linkami 93 a 96, které po zastávce Otakarova odbočují na kolej v ulici Na Zámecké a na Náměstí Bratří Synků se napojují na běžnou trať směr Vozovna Pankrác a Spořilov do ulice Nuselské. Tento tramvajový uzel s výhybkami na Nuselské ulici byl v listopadu 2011 nově rekonstruován (výměna kolejového svršku a instalace nových výhybek proběhla velmi rychle). Uprostřed náměstí se nachází stejnojmenná tramvajová zastávka, která v minulosti sloužila též jako zastávka autobusů 193 nově sem jedoucích od blízkého nádraží. V počátcích první republiky tady končila tramvajová linka číslo 3, jedoucí sem z Václavského náměstí a Kobylis.
Bělehradská ulice v Nuslích byla ve směru k Nuselským schodům z důvodu dlouhodobé rekonstrukce od roku 2014 do dubna 2017 uzavřena nejen pro automobily a tramvaje, ale i pro pěší.
Od roku 2021 končí na náměstí na smyčce "Na Zámecké" tramvajová linka č. 24.
V budoucnu přes náměstí povede metro D, kterým se bude možné dostat z centra Nuslí buď na vinohradské Náměstí Míru (severním směrem) či na Pankrác, nuselský hřbitov, či Ryšánku (stanice Olbrachtova), do Krče, na Libuš a až do Písnice (jižním směrem).

## Okolní objekty a instituce
- Nuselská radnice v Táborské ulici jižním směrem, její průčelí je viditelné přímo ze západního okraje náměstí průhledem Sezimovou ulicí
- Komorní Fidlovačka, jihozápadním směrem v Boleslavově ulici v prostorách bývalého kina Morava (v letech 1912–48 Světovid)
- Fidlovačka (park), u Botiče proti Nuselskému pivovaru
- Jiráskovy sady (Praha), park u Nuselské radnice
- Náměstí Generála Kutlvašra (v letech 1918–39 a 1945–60 nám. Československých legionářů), jižním směrem vedle Nuselské radnice pod Nuselskou sokolovnou
- Národní dům v Nuslích
- Nuselský pivovar 200 m severně od náměstí, zahrnující historické budovy pivovaru založeného roku 1694 zemským soudním presidentem, hrabětem Janem Josefem z Vrtby (pozdějším nejvyšším purkrabím Království českého), objekty Koliby u pastýřky (z Expa 67 v Montrealu) a historický altán v někdejší Nuselské pivovarské zahradě. Rezidence Nusle, nová obytná čtvrť v areálu Nuselského pivovaru.
- Nuselské schody 300 m severně od náměstí
- Nusle (zámek) v místě a okolí náměstí
- Divadlo Bez Hranic (v Křesomyslově ulici)[4]
- Divadlo DEBUT od roku 2023, Boleslavova 13 (Nusle čp.49) [5]
- Divadlo Na Fidlovačce
- Pankrácké náměstí
- Náměstí Hrdinů
- Nuselský most
- Nuselská sokolovna (nová) postavená na tehdejším náměstí Československých legionářů nad památníkem bitvy u Zborova v roce 1925, která nahradila starou Nuselskou sokolovnu (v níž byl v roce 1925 zřízen Husův sbor církve československé husitské). Sokolníkem tam býval i první český olympijský vítěz z VIII. olympijských her v Paříži Bedřich Šupčík (šplh na laně 10m bez přírazu v létě 1924).
- Nuselská třída
- Bělehradská třída
- Nuselské údolí
- Bývalé nádraží Nusle (Praha-Vršovice (nádraží))
- Kostel svatého Václava (Nusle)
- Vondračka
- poesiomat, na náměstí v parčíku u zastávky tramvají